# Johannes E. Vecchi
Johannes Edmund Vecchi SDB (span. Juan Edmundo) (* 23. Juni 1931 in Viedma (Argentinien); † 23. November 2002 in Rom) war ein argentinischer Generaloberer des Ordens der Salesianer Don Boscos.

## Leben
Er wurde als Kind italienischer Auswanderer geboren. Am 29. Januar 1947 legte er seine ersten Gelübde als Salesianer Don Boscos ab. Nach philosophischen und theologischen Studien in Turin wurde er am 1. Juli 1958 zum Priester geweiht. Zunächst wurde ihm die Aufgabe des Spirituals im Seminar von Fortín Mercedes übertragen, bevor er 1965 zum Direktor des Salesianerhauses in Viedma ernannt wurde. Von 1966 bis 1970 leitete er das Ausbildungszentrum für junge Salesianer in Viedma. 
1972 wurde er nach Turin in die Generalleitung des Ordens gerufen. Nach dem Tod von Don Ägidius Viganò übernahm er die kommissarische Leitung des Ordens und wurde am 20. März 1996 schließlich auch zum 8. Nachfolger Don Johannes Boscos gewählt. 